# کاتندیل (آلاباما)
کاتندیل (به انگلیسی: Cottondale) یک منطقهٔ مسکونی در ایالات متحده آمریکا است که در شهرستان تاسکالوسا، آلاباما واقع شده‌است. کاتندیل ۹٫۰۱ کیلومتر مربع مساحت و ۲٬۰۹۵ نفر جمعیت دارد و ۱۰۴٫۸۵ متر بالاتر از سطح دریا واقع شده‌است.